# 恒生消費物價指數
恒生消費物價指數，是量度香港物價與通貨膨脹的一個指標，由恒生銀行於1974年開始編製。
恒生消費物價指數以1994年10月至1995年9月基期內，每月平均消費在30,000港元至59,999港元間的香港家庭為調查對象，約佔全港家庭的10%。1999年7月以後，恒生消費物價指數易名為丙類消費物價指數，並改由政府統計處負責數據搜集和編製。